# Leichtathletik-Weltmeisterschaften 2013/Teilnehmer (Ghana)
| Gelbes Symbol für Goldmedaillen mit stilisierten Olympischen Ringen | Graues Symbol für Silbermedaillen mit stilisierten Olympischen Ringen | Braundes Symbol für Bronzemedaillen mit stilisierten Olympischen Ringen |
| ------------------------------------------------------------------- | --------------------------------------------------------------------- | ----------------------------------------------------------------------- |
| —                                                                   | —                                                                     | —                                                                       |

Die Ghana Athletics Association (GAA) nominierte eine Athletin für die Leichtathletik-Weltmeisterschaften 2013 in der russischen Hauptstadt Moskau. Der Weitspringer Ignisious Gaisah erhielt am 8. Juli 2013, etwa fünf Wochen vor Beginn der Meisterschaften, einen niederländischen Pass. Der Landesrekordhalter startete daher bei den Wettkämpfen für seine Wahlheimat Niederlande.

## Ergebnisse

### Männer

#### Laufdisziplinen
| Janet Amponsah | 200 m | 24,07 s | 42 | nicht qualifiziert | nicht qualifiziert | nicht qualifiziert | nicht qualifiziert | nicht qualifiziert | nicht qualifiziert |